# Godfrey Binaisa
Godfrey Binaisa (Godfrey Lukongwa Binaisa, ur. 30 maja 1920, zm. 5 sierpnia 2010) – ugandyjski prawnik i polityk. W latach 1979–1980 prezydent Ugandy.
Był synem znanego kaznodziei Canona Ananiasa Binaisy. W 1945 ożenił się z Ruth Namakulą. W 1955 ukończył studia prawnicze w Londynie. W 1962 został prokuratorem generalnym. Od 20 czerwca 1979 do 12 maja 1980 sprawował urząd prezydenta.
Zmarł 5 sierpnia 2010 w wieku 90 lat.